# Tytus (Papanakos)
Tytus, imię świeckie Sotirios Papanakos (ur. 1931 w Pireusie) – duchowny Greckiego Kościoła Prawosławnego, od 1974 metropolita Paramitii, Filiatai, Geromerion i Pargi 

## Życiorys
Święcenia kapłańskie przyjął w 1966. Chirotonię biskupią otrzymał 17 lipca 1974.